# Amiot 143
El Amiot 143M fue un bombardero medio francés de finales de la década de 1930 diseñado y construido por la firma Avions Amiot para cumplir con las especificaciones requeridas en 1928 para un avión apto para bombardero diurno y nocturno, reconocimiento de largo alcance y escolta de bombarderos. [1]

## Diseño y desarrollo
En 1928, el Service Technique de l'Aéronautique publicó una especificación para un Multiplace de Combat (avión de combate multiplaza) que actuaría como bombardero ligero, avión de reconocimiento y caza de escolta de largo alcance. Amiot recibió una orden para dos prototipos del "Amiot 140", para ser evaluado contra los competidores Bleriot 137, Breguet 410 y SPCA 30. El Amiot 140 era un monoplano cantilever de ala alta de construcción totalmente metálica, con revestimiento de alas corrugadas y un tren de aterrizaje y rueda trasera fijos. El piloto se sentaba en una cabina abierta, con cabinas para los artilleros en la proa y en la posición dorsal. Una cabina vidriada bajo el fuselaje delantero acomodaba un bombardero, asegurando que los artilleros tuvieran un campo de fuego despejado alrededor de la aeronave. El Amiot estaba destinado a ser propulsado por dos motores de 515 kW Lorraine 18G Orion W-18, pero al no estar disponibles, el primer prototipo fue equipado con motores de Hispano-Suiza 12Nbr para permitir las pruebas de vuelo, realizando su primer vuelo el 12 de abril de 1931. El segundo prototipo se completó en febrero de 1932, pero la continua falta de disponibilidad de los motores previstos, ya sean los Lorraine-Dietrich originales o los Hispano-Suiza turboalimentados, significó que nunca voló. A pesar de ello, el 23 de noviembre de 1933 se realizó un pedido de 40 Amiot 140, con motores de 662 kW (880 CV) Lorraine 12Q Eider
Mientras tanto, el Ministerio del Aire francés había revisado sus requisitos, concentrándose en el papel de bombardeo y solicitando un mejor rendimiento; por lo que Amiot rediseñó el avión para cumplir con estos requisitos e incorporar las lecciones aprendidas durante las pruebas del Amiot 140. La góndola bajo el fuselaje fue ampliada, lo que facilitó la operación de los cañones de la aeronave y el transporte de un quinto miembro de la tripulación (un operador de radio). En las posiciones de proa y dorsal se colocaron torretas de ametralladoras de accionamiento manual. Se realizaron pedidos de dos prototipos, que solo se diferenciaban en los motores instalados: el Amiot 142 con motor lineal en V Hispano-Suiza 12Y y Amiot 143 con el Gnome-Rhône 14K Mistral Major  radial. El 143 voló primero, el 1 de agosto de 1934, y el 142 no voló hasta enero de 1935. Como se decidió asignar los motores Hispano-Suiza a los cazas, se seleccionó el Amiot 143, por lo que el pedido existente de 40 «Amiot 140» se convirtió a «143».>>.
El Amiot 143 tenía el mismo tren de aterrizaje fijo y ala alta y que el Amiot 140, con el ala lo suficientemente gruesa como para permitir el acceso de la tripulación a los motores por un túnel entre los largueros del ala. El piloto se sentaba en una cabina cerrada, a la altura del borde de ataque del ala, y el navegante-bombardero, que también disponía de mandos de vuelo, se sentó en la una cabina ampliamente acristalada bajo el piloto. El operador de radio se sentó hacia la parte trasera del fuselaje y en los primeros tiempos operaba dos Lewis de 7,7 mm. Las torretas del morro y dorsal estaban equipadas cada una con una ametralladora Lewis y así se completaron el armamento defensivo, mientras que el fuselaje también albergaba una bahía de bombas interna. Una vez terminadas las 40 aeronaves se revisó el diseño y se dotó a la aeronave de un morro más largo (aumentando la longitud total de 17,94 a 18,24 m, de un sistema de combustible revisado y se sustituyeron las ametralladoras Lewis en la proa, las torres dorsales y la posición ventral por ametralladoras de 7,5 mm (MAC 1934) y se añadió una cuarta ametralladora utilizada por el navegante-bombardero que disparaba a través de una escotilla en el suelo.
Las entregas comenzaron en abril de 1935, continuando hasta marzo de 1937, con un total de 138. Una versión mejorada, el Amiot 144, fue construido para cumplir con los requisitos de 1933 para un Multiplace de Combat, combinando el mismo fuselaje y un ala similar con un tren de aterrizaje retráctil. Voló por primera vez el 18 de enero de 1936 y solo se construyó una unidad.

## Historia operacional
El Amiot 143M entró en servicio en julio de 1935, y las entregas continuaron en 1936 y 1937. Alrededor de seis iban a ser entregados a las Fuerza Aérea Republicana Española al comienzo de la Guerra Civil Española. Sin embargo, no hay pruebas de que estos obsoletos bombarderos volaran sobre España durante la Guerra Civil.
Cuando se hicieron las últimas entregas en marzo de 1938, el Amiot estaba definitivamente obsoleto y comenzó a ser reemplazado por aviones modernos como el Bloch MB.131 Sin embargo, al estallar la Segunda Guerra Mundial, los Amiot 143 equiparon a 5 "grupos" metropolitanos junto con un único "grupo" africano.
Durante la  drôle de guerre, los grupos Amiot 143M llevaron a cabo misiones de reconocimiento y de lanzamiento de folletos sobre Alemania. 87 aviones Amiot 143M permanecieron en servicio de primera línea el 10 de mayo de 1940, 50 equipaban a cuatro "grupos" metropolitanos: GB I/34 y II/34 en el norte, GB I/38 y II/38 en el este y 17 equipando a un grupo africano, GB II/63, que estaba en proceso de reequipamiento con Martin 167F. Tras el inicio de la Batalla de Francia, el Amiot 143M se utilizó principalmente en ataques nocturnos contra campos de aviación y líneas de comunicación alemanas, con pérdidas relativamente bajas. Una notable excepción fue una incursión diurna de diez Amiot de los GB I/34, II/34 y II/38 liderada por el Comandante de Laubier contra cabezas de puente alemanas cerca de Sedan el 14 de mayo de 1940. A pesar de la escolta de los cazas, dos Amiot fueron derribados y un tercero aterrizó antes de llegar a su base.
Antes del Armisticio, el Amiot 143M había lanzado un total de 474 toneladas de bombas. 52 Amiot 143M estaban en la «Zona desocupada» y 25 en el norte de África. Fueron reorganizados en GB I/38 y II/38 y fueron usados hasta julio 1941 cuando fueron reemplazados por bombarderos  LeO 451.
Algunos aviones del II/38 sirvieron de transporte para los franceses en Siria. Este "Grupe" pasó más tarde a los Aliados después de la Operación Torch. El último Amiot 143 M fue retirado del servicio en febrero de 1944.
Algunos Amiot 143 M fueron requisados por los alemanes y utilizados como medios de transporte. Solo quedaban 11 en la «Zona desocupada» cuando fue ocupada por los alemanes en 1943 y sólo tres estaban en condiciones de volar.
Si la guerra hubiera durado un poco más para Francia, es probable que todos los Amiot 143 M hubieran acabado en un papel de entrenamiento de vuelo, habiendo sido reemplazados por bombarderos más modernos como el Breguet 693. El obsoleto avión nunca tuvo la intención de tener un papel tan importante en tiempos de guerra, pero la lentitud de la producción francesa hizo necesario su uso, a menudo siendo retirado de los escuadrones de entrenamiento para apuntalar a los "grupos" de bombarderos.

## Variantes

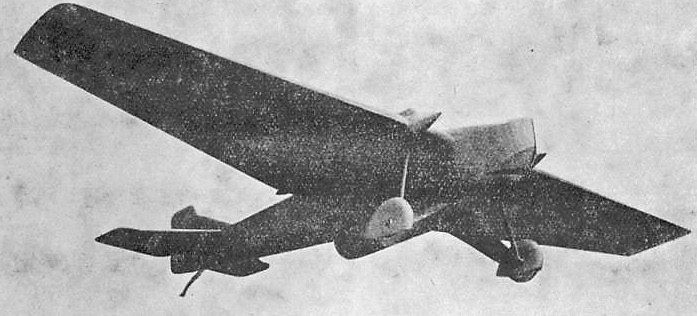
Amiot 140M foto de Annuaire de L'Aéronautique 1931

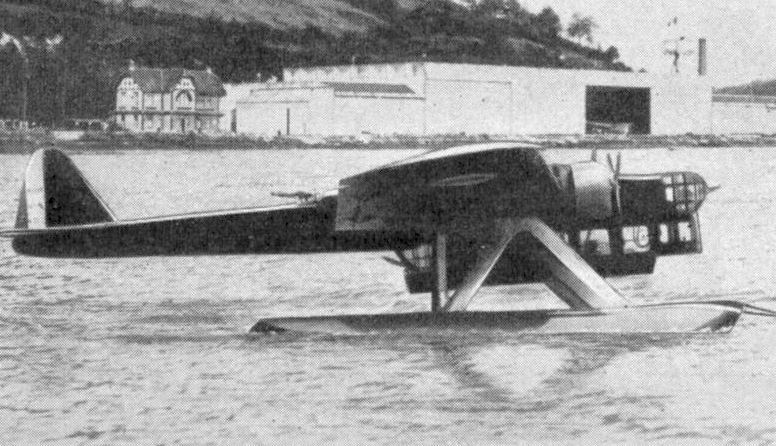
Amiot 150 foto de L'Aerophile july 1937

Amiot 140
Designación en respuesta de Amiot a la exigencia del Armée de l'air, diseñada para funcionar con los motores Lorraine 18G Orion W-18 de 2x515 kW (691 hp). El primer prototipo fue designado como el «Amiot 140M».
Amiot 140M
Prototipo con motores en línea Hispano-Suiza 12Nbr de 2x485 kW (650 hp). Se construyeron dos, de los cuales solo uno voló; a continuación se realizó un pedido de 40 unidades propulsadas por motores Lorraine 12Q Eider 2x662 kW (888 hp), que fueron reasignados a la producción de «Amiot 143».
Amiot 141M
Accionado por tres motores  Orion W-18 de Lorraine-Dietrich 18G de 520 kW (700 CV).
Amiot 142
Prototipo con motores Hispano-Suiza 12Ybrs V-12 de 499 kW (669 hp). Se construyó una unidad.
Amiot 143
Versión de producción con motores radiales  Gnome-Rhône 14Kirs / Gnome-Rhône 14Kjrs de 648,7 kW (870 hp) con rotación de izquierda y derecha. Se construyeron 138 unidades, incluyendo 40 ordenados como «Amiot 140» y 25 ordenados como «Amiot 144».
Amiot 144
Versión con área de ala reducida, faldones agregados, tren de aterrizaje retráctil y sin torreta delantera, impulsada por motores Gnome-Rhône 14Kirs / Gnome-Rhône 14Kjrs  2x664 kW (890.4 hp) con rotación de izquierda a derecha, del que solo se construyó una unidad; (se hizo un pedido de 25 producidos como «Amiot 143» en su lugar)
Amiot 145
Amiot 144 con motores radiales Hispano-Suiza 14AA (no construidos)
Amiot 146
Amiot 144 con motores radiales Gnome-Rhône 18Lars (no construidos)
Amiot 147
Amiot 144 con Hispano-Suiza 12Ydrs / Hispano-Suiza 12Yfrs, con rotación izquierda y derecha y motores V-12 (no construidos)
Amiot 150
Reconocimiento, prototipo de torpedo bombardero, para usar por la Aeronavale. «Amiot 143» con un 10 % más de ala, ruedas intercambiables o tren de flotadores; propulsado por dos motores radiales Gnome-Rhône 14Kdrs de 750 hp (559.3 kW); un prototipo construido.

## Operadores
Croacia
- Estado Independiente de Croacia operó un avión

 Francia
- Armee de l'Air operaba 138 aviones
- Marina nacional de Francia

 Luftwaffe
- operó algunos aviones capturados

 Polonia
- Fuerzas aéreas polacas en Francia y Gran Bretaña
  - Grupo de Bombardement Marche Polonais

## Especificaciones técnicas (Amiot 143)
Referencia datos: 

### Características generales
- Tripulación: Cinco: piloto, navegante / bombardero, operador de radio, artilleros de morro y dorsales)
- Longitud: 18,24 m
- Envergadura: 24,53 m
- Altura: 5,68 m
- Superficie alar: 100 m²
- Peso vacío: 5455 kg
- Peso cargado: 8611 kg
- Peso máximo al despegue: 10 360 kg
- Planta motriz:  radial refrigerado por aire (contra-rotación) 2 × Gnome et Rhône 14Kirs/Kjrs 14-cilindros..
  - Potencia: 640 kW cada uno.

### Rendimiento
- Velocidad nunca excedida (Vne):  295 km/h
- Alcance: 1300 km
- Alcance en ferry:  1995 km
- Techo de vuelo:  7.500 m
- Régimen de ascenso:  2000 m en 6,8 min.

### Armamento
- Ametralladoras: 4× MAC 1934 7,5 mm
- Bombas: 800 kg internamente más 800 kg externamente